# Патара-Занаві
Патара-Занаві (груз. პატარა ზანავი) — село в Грузії.
За даними перепису населення 2014 року в селі проживає 89 осіб.